# Aeroportul Regional Cape Girardeau
Aeroportul Regional Cape Girardeau (IATA: CGI, ICAO: KCGI, FAA LID: CGI) este un aeroport din Comitatul Scott, Missouri, Missouri, Statele Unite ale Americii ce deservește zona Cape Girardeau. Aeroportul a fost tranzitat în 2019 de 23.676 de pasageri. A fost deschis în 1943 și numit după zona deservită.
Situat la o altitudine de 104 m, aeroportul dispune de 2 piste.

## Infrastructură

### Piste
Aeroportul dispune de 2 piste. Pista 02/20 are dimensiunile 3.997 picioare × 100 picioare. Pista 10/28 are suprafața de beton și dimensiunile 6.500 picioare × 150 picioare. 